# رنح

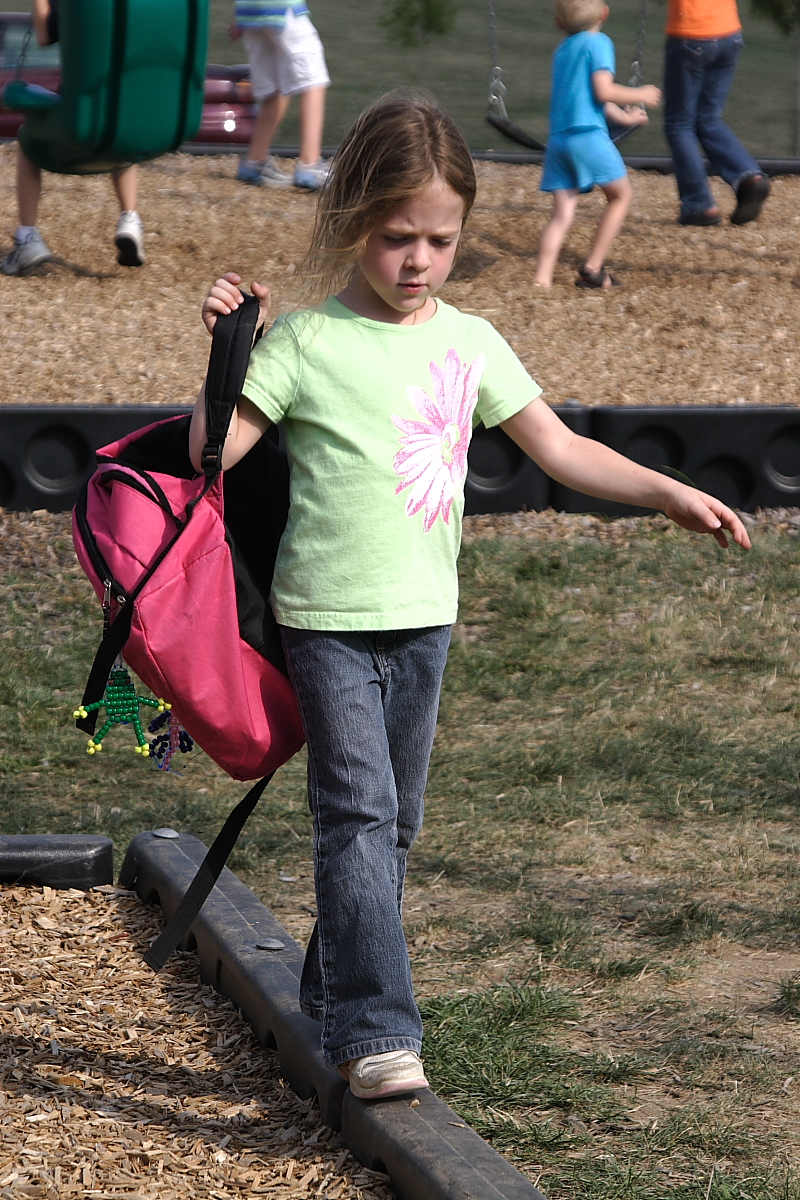
طفلة عادية (غير مصابة) تحاول أن تتوازن وهي تمشي.

الرنح أو التَّرَنُّح (بالإنجليزية: Ataxia) هي علامة عصبية تتكون من عدم التنسيق الطوعي لحركات العضلات التي يمكن أن تشمل المشي غير الطبيعي، تغييرات الكلام وتشوهات في حركات العين. الرنح هو مظهر سريري يشير إلى خلل في أجزاء الجهاز العصبي التي تنسق الحركة، مثل المخيخ. يمكن أن يقتصر الرنح على جانب واحد من الجسم، والذي يشار إليه باسم الرنح النصفي. توجد العديد من الأسباب المحتملة لهذه الأنماط من الخلل العصبي. عسر الحركة هو درجة خفيفة من الرنح. رنح فريدريش يكون بوجود مشية غير طبيعية وتعتبر العرض الأكثر شيوعا.

## أصل التسمية
الرَّنَحَ: مصدر ثلاثي للفعل: «رَنَحَ» يدل على «التمايل». يقال ترنَّحَ فلانٌ كما يترنَّحُ السكران. ويقال أيضاً: رُنِّحَ فلانٌ، إذا اعتراه وَهْنٌ في عظامِه، فهو: مُرنَّح. كلمة Ataxia مشتقة من اليونانية α- [بادئة سلبية] + -τάξις [ترتيب] = «عدم وجود ترتيب».

## أنواعه

### المخيخ
مصطلح الرنح المخيخي يستخدم للدلالة على رنح سببه خلل في المخيخ. المخيخ مسؤول عن دمج كمية كبيرة من المعلومات العصبية التي تستخدم لتنسيق التحركات الجارية بسلاسة والمشاركة في التخطيط للحركة، على الرغم من أن الرنح لا يظهر مع كل آفات المخيخ إلا أن العديد من الحالات التي تصيب المخيخ تسبب الرنح. المصابون بالرنح المخيخي قد يواجهون مشكلة في تنظيم القوة، المدى، الاتجاه، السرعة، ونمط الانقباض العضلي. وينتج عن ذلك نوع من عدم انتظام وتنسيق الحركات، الذي يمكن أن يظهر في عدة طرائق محتملة مثل: ضعف، فقد التآزر، وتأخر وقت رد الفعل، وخلل توقيت الحركات. [بحاجة لمصدر]، الأشخاص المصابون بالرنح المخيخي من الممكن أيضاً أن يظهر عليهم عدم الاستقرار في المشية، صعوبة في حركات العين، صعوبة بالنطق، عسر البلع، نقص التوتر العضلي «رخاوة»، خلل في تقدير المسافات، خلل تناوبية الحركات. ويمكن لهذه النقائص أن تختلف تبعاً للتراكيب المخيخية التي تضررت، وعما إذا كان الضرر ثنائي أو أحادي الجانب.
الناس المصابون بالرنح المخيخي في البداية يظهر عليهم ضعف في التوازن الذي يمكن توضيحه من خلال عدم القدرة على الوقوف على رجل واحدة أو تنفيذ مشية ترادفية؛ حيث تصطدم الاصابع للقدم الخلفية بكعب القدم الامامية. في ظروف متقدمة يظهر المشي بقاعدة واسعة وخطوة عالية وايضا التعثر والرنح من جنب إلى آخر. ، ويكون هناك مشاكل في الاستدارة ومن الممكن أن تسبب السقوط. عندما يصبح الرنح المخيخي أكثر حدة هناك حاجة للمساعدة والجهد الكبير على الوقوف والمشي عسر النطق، وهو ضعف في اللفظ، قد يكون موجوداً أيضاً، ويتمثل بالكلام المسحي الذي يكون بمعدل أبطأ وغير منتظم وصوت مختلف. وقد يكون هناك أيضا كلام متداخل وصوت مرتعش وتنفس غير منتظم. والرنح المخيخي من الممكن أن يؤدي إلى حركة غير متناسقة خصوصا في الأطراف. هناك تجاوز واضح، تقدير أعلى، في فحص الإصبع إلى الأنف وفحص الكعب إلى الذقن، وهذا يعتبر دليلا على خلل في تقدير المسافة بحيث تكون أقل أو أكثر. من الممكن أن يظهر خلل مع تناوب الحركة، خلل تناوبية الحركات. قد يكون هناك أيضا رجفة في الرأس والجذع في الأفراد المصابين بالرنح المخيخي.
يعتقد أن الخلل في القياس، تقدير المسافة، سببه العجز في التحكم بتفاعل عزم الدوران في حركة عدة مفاصل. ينشا عزم الدوران في المفصل المرتبط عندما يتحرك المفصل الأساسي، مثلا، إذا كانت الحركة المطلوبة لمس هدف أمام الجسم، الثني في الكتف سيخلق عزم دوران في الكوع بينما بسط الكوع سيخلق عزم دوران في الرسغ، وهذه العزوم تزيد كلما زادت السرعة في الحركة، ويجب أن تعوض وتعدل لخلق حركة منسقة. وهذا من الممكن أن يفسر نقص التنسيق في الحركات ذات السرعات والتسارعات العالية.
- خلل المخيخ الدهليزي[الإنجليزية] (الفص الندفي العقيلي) يضعف التوازن والتحكم في حركات العين. وهذا يظهر في عدم الاستقرار الوضعي في الشخص الذي يميل إلى فصل قدمه خلال الوقوف للحصول على قاعدة أوسع واجتناب الرنح. تذبذبات الجسم تميل إلى أن تكون مرة إلى الأمام ومرة إلى الخلف؛ لذلك يتفاقم عدم الاسقرار عند الوقوف على القدمين معا، بغض النظر عما إذا كانت العين مفتوحة أو مغلق، هذا الاختبار يعرف ب اختبار رومبرغ سلبي، أو بشكل أكثر دقة، فإنه يدل على عدم قدرة الفرد على تنفيذ الاختبار، لأن الفرد يشعر بعدم الاستقرار بعيون مفتوحة [بحاجة لمصدر]
- خلل في spinocerebellum دودة المخ والمناطق المرتبطة بها بالقرب من خط الوسط، ويظهر على شكل مشية[الإنجليزية] بحار مخمور، بقاعدة واسعة، ويسمى«رنح جذعي».[8] يتميز ببداية ونهاية غير معروفة، انحرافات جانبية، وخطوات غير متساوية. ونتيجة لهذا الخلل في المشية، السقوط يمثل قلق للمرضى الذين يعانون من الرنح. تشير الدراسات في اختبارات السقوط إلى أن 74%-93% من المرضى قد سقطوا مرة واحدة على الأقل العام الماضي وأكثر من 60% اعترفو بالخوف من السقوط.[9][10]
- خلل في cerebrocerebellum الجزء الجانبي لنصف كرة المخيخ: ويظهر ذلك من خلال اضطرابات في القيام بالحركات الارادية والمخططة من الاطراف، وتسمى «الرنح الزائدي».[8] وتشمل هذه:
  - "رجفة البداية[الإنجليزية]" عند البدء بعمل. ارتجاف عنيف، تبرز عند تنفيذ الحركات الارادية، وربما تنطوي على الرأس والعينين وكذلك في الأطراف والجذع
  - اضطرابات بالكتابة (الأحرف كبيرة غير متساوية وعدم التقيد بالاسطر)
  - غرابة في الكلام (ثقل في الكلام يتمثل باختلاف حدة ونمط الصوت)
  - خلل في الحركات التناوبية التي تشمل الانتقال السريع بين فتح الكف للسماء وقلبه للأرض ويصبح غير منتظم مع الزيادة بالسرعة [11]
  - عدم القدرة على التحكم في مسافات أو نطاقات الحركة، هذا هو المعروف باسم خلل القياس /تقدير المسافة[الإنجليزية]، وغالبا ما ينظر إليه على أنه ا لتقصير عن الهدف[الإنجليزية]، أو الزيادة في تجاوز الهدف[الإنجليزية] والمسافة المطلوبة، وينظر إلى هذا في بعض الأحيان عندما يطلب من المريض أن يمد يده ولمس إصبع شخص ما أو لمس انفه.[11]
  - ظاهرة الارتداد، المعروف أيضا باسم فقدان منعكس الاختيار، وهذا يظهر في الأشخاص الذين يعانون من رنح مخيخي. على سبيل المثال، عندما يقوم المريض بثني الكوع بشكل متساوي القياس ضد المقاومة عند إزالة المقاومة فجأة دون سابق إنذار، ذراع المريض قد تتأرجح صعودا وحتى من الممكن أن يضرب نفسه. مع فحص ردة الفعل السليمة، فإن المريض يقوم بتفعيل العضلة ثلاثية الرؤوس لإبطاء ووقف حركة.[11]

### حسي
مصطلح الترنح الحسي يستخدم للدلالة على الرنح الذي سببه فقدان مستقبلة الحس العَميق، وفقدان القدرة على حساسية موقع المفصل واجزاء الجسم الأخرى. يحدث هذا عموما نتيجة خلل في الأعمدة الظهرية للنخاع الشوكي؛ لأنها هي المسؤولة عن حمل معلومات التحفيز وايصالها للدماغ. في بعض الحالات، يكون سبب الرنح الحسي خلل في أجزاء مختلفة من الدماغ التي تتلقى المعلومات الموضعية، بما في ذلك المخيخ، المهاد، والفصوص الجدارية.
الرنح الحسي يظهر من خلال مشية متقلبة والدوس بضربات كعب ثقيلة، بالإضافة إلى عدم استقرار وضع الجسم الذي يزداد سوءًا عند عجز المدخلات البصرية من التعويض عن فقدان مستقبلات الحس العميقة، مثل في بيئات سيئة الإنارة.
يمكن للأطباء ايجاد دليل على الرنح الحسي خلال الفحص البدني، من خلال وقوف المريض على القدمين معا، وعيونه مغلقة. في المرضى المصابين، هذا سوف يسبب عدم الاستقرار ويزداد سوءًا بشكل ملحوظ لإنتاج تذبذبات واسعة، وربما السقوط. وهذا ما يسمى «اختبار رومبيرغ إيجابي». هناك ميزة أخرى للرنح الحسي وهو تفاقم فحص توجيه أصابع الاتهام مع عيون مغلقة. أيضا، عندما يكون المريض واقفا وذراعيه ويديه ممدودة نحو الطبيب، إذا تم إغلاق عينيه، أصابع المريض سوف تميل إلى أن «تسقط» وبعد ذلك يعود إلى الوضع الممدود افقيا بسبب تقلصات عضلية مفاجئة («اليد الرنحية»).

### الدهليزي
مصطلح الرنح الدهليزي يتم توظيفه للإشارة إلى رنح يسببه خلل في الجهاز الدهليزي، الذي يصاحبه في الحالات الحادة وذات الجانب الواحد اعراض بارزة من الدوار والغثيان والقيء. في المراحل الأولى البطيئة من الحالات الثنائية المزمنة من الاختلال الوظيفي الدهليزي، هذه المظاهر المميزة قد تكون غائبة، وربما يكون خلل التوازن هو العرض الوحيد.

## الأسباب
يتسبب تأذي الخلايا العصبية أو تنكسها أو فقدها في جزء الدماغ الذي يضبط التنسيق العضلي (أي المخيخ) بغياب التنسيق، أو الرنح. كما أن الرنح قد يحصل بفعل الأمراض التي تتلف النخاع الشوكي والأعصاب المحيطية التي تربط المخيخ بالعضلات. ويمكن تصنيف أسباب الرنح في ثلاث مجموعات كبيرة:

### آفات بؤرية
أي نوع من الافات البؤرية في الجهاز العصبي المركزي، مثل الجلطات، اورام الدماغ، أو التصلب اللويحي المتعدد يمكن ان يسبب رنح حسب منطقة الإصابة: مخيخية في المخيخ.حسية إذا ضربت الجزء الخلفي من العمود الفقري (نادرا في المهاد أو في الفص الجداري).دهليزي إذا كانت الإصابة في الجهاز الدهليزي (مع المناطق الدهليزية في قشرة الدماغ)

### المواد الخارجية
المواد الخارجية التي تسبب رنح تقوم اساسا بذلك لأن لديها تأثير تثبيطي على عمل الجهاز العصبي المركزي. المثال الأكثر شيوعا هو الايثانول، وهي قادرة على التسبب برنح مخيخي ودهليزي قابل للإصلاح. ومن الأمثلة الأخرى الادوية المختلفة الموصوفة (مثل الأدوية المضادة للصرع قد تتسبب برنح مخيخي كأثر سلبي محتمل)، ومستوى ليثيوم اعلى من 1.5mEq/L، ابتلاع القنب  والمخدرات الترفيهية الأخرى المختلفة (مثل الكيتامين، PCP أو ديكستروميثورفان، وكلها عبارة عن مضادات لمستقبلات NMDA التي تنتج حالة انشقاقية بجرعات عالية). وهناك فئة أخرى من الأدوية التي يمكن أن تسبب رنح على المدى القصير، وخاصة في الجرعات العالية هي البنزوديازيبينات. التعرض لمستويات عالية من ميثيل الزئبق، من خلال تناول الأسماك مع تركيزات عالية من الزئبق، هو أيضا سبب معروف للرنح والاضطرابات العصبية الأخرى.

### التسمم الإشعاعي
يمكن ان يحدث الرنح نتيجة التعرض الحاد للتسمم الاشاعي مع كمية امتصاص أكثر من 30 غرايز.

### نقص فيتامين بي12
يسبب نقص فيتامين بي12، العديد من التشوهات العصبية، وتداخل المخيخ والرنح الحسي. قد تشمل الأعراض العصبية النفسية فقد الحس، تغيرات في الحركة والتوازن، صعوبة استقبال الحس العميق، فقدان الإحساس في القدمين، تغييرات في المنعكس، الخرف، الذهان، التي يمكن عكسها بالعلاج. قد تشمل المضاعفات التنكس المشترك تحت الحاد للنخاع الشوكي، واضطرابات عصبية أخرى.

### قصور الغدة الدرقية
أعراض الخلل العصبي قد يكون إحدى الاعراض في بعض المرضى الذين يعانون من قصور الغدة الدرقية. وهذا يشمل رنح مخيخي قابل للإصلاح، والخرف، واعتلال الأعصاب المحيطية، والذهان، والغيبوبة. معظم المضاعفات العصبية تتحسن تماما بعد العلاج الاستبدالي لهرمون الغدة الدرقية.

### أسباب الرنح الحسي المعزول
قد يسبب اعتلال الأعصاب المحيطية رنحاً حسياً معمما أو موضعيا (على سبيل المثال، أحد أطرافه فقط، اعتمادا على مدى تورط الأعصاب. اضطرابات العمود الفقري من مختلف الأنواع قد تسبب الرنح الحسي، عندما يشمل الاضطراب الأعمدة الظهرية 

### التنكس المخيخي الغير وراثي
وتشمل أسباب غير وراثية من التنكس الدماغي مثل التعاطي المزمن للايثانول، إصابة في الرأس، التنكس الدماغي المصاحب للورم، وارتفاع علو الوذمة الدماغية، وأمراض الجهاز الهضمي، استسقاء الرأس للضغط العادي والتهاب المخيخ.

### الرنح المكتسب
كما في الرنح الحاصل في:
- رضح على الرأس
- السكتة الدماغية
- النوبة الإقفارية العابرة (TIA)
- الشلل الدماغي
- التصلب المتعدد (MS)
- الحماق (جدري الماء)
- المتلازمات المرافقة للسرطان
- الأورام
- الارتكاس التسممي

### الرنح الوراثي
قد يورث الرنح الوراثي إما بمورثة سائدة من أحد الأبوين (اضطراب جسدي سائد) أو بمورثة متنحية من كلا الأبوين (اضطراب جسدي متنحي).
وفي الحالة الأخيرة من الممكن ألا يحدث اضطراب لدى أي من الأبوين (طفرة صامتة) لذلك قد لا توجد قصة عائلية واضحة.
تسبب الاضطرابات المورثية المختلفة أنماط متباينة من الرنح معظمها مترقية.
يسبب كل نمط تناسق ضعيف لكن لكل منها علامات وأعراض نوعية.

### الرنح الجسدي السائد
ويتضمن:
- الرنح النخاعي المخيخي

صنف الباحثون 28 مورثة رنح جسدية سائدة بالتعيين من SCA1 حتى SCA28، ورقمت عموماً حسب ترتيب اكتشافها ويستمر الرقم بالازدياد.
الرنح والتنكس المخيخيان شائعان في جميع الأنواع لكن العلامات والأعراض الأخرى بالإضافة إلى عمر البدء تختلف اعتماداً على الطفرة المورثية النوعية.
- الرنح النوبي

توجد ستة أنواع معروفة من الرنح نوبية أكثر من كونها مترقية وهي من EA1 حتى EA6 كلها نادرة إلا أول اثنين منها.
يتضمن EA1 نوب رنح قصيرة الأمد قد تستمر ثوان أو دقائق وهي تحرض بالجهد والحركات المفاجئة أو المفزعة وغالباً ما تترافق بنَفَضان العضلي.
يتضمنEA2 نوب أطول تستمر عادة من ثلاثين دقيقة إلى ست ساعات وهذه أيضا تحرض بالجهد.وفي حال الإصابة بهذا النوع من الرنح فقد يعاني المريض أيضا من الدوخة (الدوار) والتعب والضعف العضلي خلال النوب.
وتختفي نوب الرنح في بعض الحالات في وقت متأخر من الحياة.
لا تقصر نوبة الرنح من مدى العمر وقد تستجيب الأعراض على الدواء مثل أسيتازولاميد (دياموكس) الذي يستخدم أيضا لمعالجة النوب الصرعية أو على مضاد الاختلاج فينتوئين (ديلانتين).

### الـرنح الـوراثـي المتنحي
ويتضمّن:

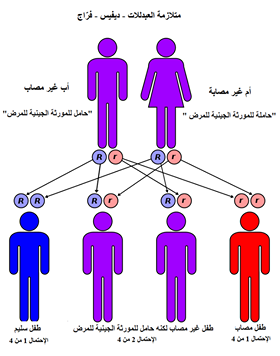
رنح فريدريخ له نمط وراثة جسدي متنحيهي

- رنح فريدريخ: هذا الاضطراب العصبي يشمل تلفاً في المخيخ والنخاع الشوكي والأعصاب الطرفية، والأخيرة رنح فريدريخ له نمط وراثة جسدي متنحيهي المسؤولة عن نقل الإشارات من المخ والنخاع الشوكي إلى العضلات، وفي غالبية الحالات فإن الأعراض والعلامات تظهر بين سن الخامسة والخامسة عشر، ولكن يمكن أن تظهر كذلك في سن مبكر بحدود الثمانية عشر شهراً أو في سن متأخر في حدود الثلاثين سنة، ويختلف معدل تطور المرض من شخص إلى آخر. المصاب برنح فريدريخ سيلجأ على الأرجح لاستعمال الكرسي المدولب خلال خمسة عشر عاماً من بداية ظهور الأعراض، وسيتأثر معدل بقائه على قيد الحياة إذا كان الاضطراب شاملاً لأمراض قلبية شديدة.المؤشر الأول للمرض يتمثل عموماً في صعوبة المشي (المشية الرنحية)، ويتطور ليشمل تحديدا الذراعين والجذع، وتضْعف العضلات وتسوء حالتها مع مرور الوقت بما يسبب تشوهات في القدمين بشكل خاص، وكذلك في أطراف الأرجل السفلية وفي اليدين، والعلامات والأعرض المرتقبة مع تطور المرض تشمل ثقل اللسان (عسر النطق-رتّة) والشعور المستمر بالإرهاق، والحركة السريعة الغير إرادية للعينين، أي الرأرأة، وتقوس العمود الفقري (الجنف) وأمراض القلب، والأخيرة تشمل تضخم القلب (اعتلال عضلة القلب) والفشل القلبي.
- رنح توَسّع الشعيرات: هذا المرض النادر والمترقي والذي يبدأ في مرحلة الطفولة يسبب الضمور في الدماغ وأجهزة الجسم الأخرى، وتبدأ علاماته وأعراضه في الظهور عادة في سن العاشرة ويسبب انهيار جهاز المناعة (متلازمة نقص المناعة) التي تزيد بدورها احتمالية التعرض لأمراض أخرى وتؤثر على مختلف أجهزة الجسم. توسعات الشعيرات الدموية هي ظهور أشكال عنكبوتية حمراء اللون وصغيرة الحجم في عيني الطفل أو أذنيه وخديه، وبرغم كونها مميزة للمرض إلا أنها قد تظهر أو لا تظهر، والعلامات الأولى للمرض تتمثل في تأخر تطور المهارات الحركية وضعف التوازن وعسر النطق، وتتكرر كذلك الأخماج الجرثومية في الجيوب الأنفية والجهاز التنفسي، ويصاب واحد من كل خمسة أطفال بابيضاض الدم أو اللمفومة بسبب خلل أداء الجهاز المناعي، ويحتاج معظم المصابين بهذا المرض إلى الكرسي المدولب في العقد الثاني من أعمارهم، ويموتون دون سن العشرين أو بعدها بقليل.
- الرنح المخيخي الخِلْقِي: هذا المرض يتعلق بالرنح الناتج من الضرر في المخيخ عند الولادة.
- مرض ويلسون: المصابون بهذه الحالة يتزايد لديهم عنصر النحاس في الدماغ والكبد وأعضاء الجسم الأخرى، مسببا مشاكل عصبية المنشأ بما فيها الرنح.

### الرنح مجهول السبب
الشكل المخيخي من الضمور الجهازي المتعدد (والمعروف اختصاراً بـMSA)والتنكس المخيخي مجهول السبب.

### مضخة الصوديوم والبوتاسيوم
خلل في مضخة الصوديوم والبوتاسيوم قد يكون عاملا في بعض الرنحات. Na +-K

## الأعراض
قد يتطور الرنح مع مرور الوقت أو يحدث فجأة وذلك اعتماداً على السبب. 

التناسق الحركي خلال حركة بسيطة

فالرنح فعلياً هو عرضٌ لعددٍ من الاضطرابات العصبية.وهو قد يسبب:
- تناسق ضعيف
- عدم انتظام المشي وميل إلى التعثر
- صعوبة في أداء المهام الحركية الدقيقة مثل الأكل والكتابة ولبس قميص
- تبدل في الكلام
- حركات عينية لاإرادية للأمام والخلف ما يسمى الرأرأة
- صعوبة في البلع [6]

يمكن لأعراض وعلامات الرنح أن تسوء على:
- تعاطي الكحول
- التعب
- القلق أو الكرب
- الأدوية التي تؤثر على الدماغ مثل الجرعات الزائدة من أدوية توصف لعلاج الأرق أو القلق أو اضطرابات المزاج

يميل المرضى المصابون باضطراب عصبي لأن يكونوا أكثر حساسية للآثار الجانبية للأدوية الفعالة عصبياً وينصحون بالبدء بأدوية جديدة بجرعات منخفضة وأن ترفع الجرعة ببطء.

## استشارة الطبيب
إذا لم يكن هناك إدراك حول وجود حالة تسبب رنح مثل التصلب المتعدد استشر طبيبك في حال:
- فقدان التوازن
- فقدان التناسق العضلي في اليد والذراع أو الساق
- وجود صعوبة في المشي
- تلعثم في الكلام
- وجود صعوبة في البلع

## التشخيص
من الممكن أن تشتمل المقاربة التشخيصية للرنح على:
- الفحص الفيزيائي والقصّة المرضية، بما في ذلك الأدوية والتعرض لسموم
- القصة المرضية العائلية لوجود اضطرابات عصبية
- الفحوص العصبية والطبيّة
- الاختبارات الدموية لاستبعاد وجود أعواز وسموم معينة
- فحص البول بحثا عن التعرض للزئبق
- الصور المخية: التصوير بالرنين المغناطيسي (MRI) أو التصوير المقطعي المحوسب (CT)
- يمكن إجراء تصوير عصبي للنخاع الشوكي
- اختبار كهربي فيزيولوجي (تخطيط كهربية العضل واختبار سرعة النقل العصبي) إن كان هناك أعراض وعلامات على وجود خلل وظيفي عصبي محيطي

يوصى بشدة بالبحث عن التشخيص المحدد عند المرضى المصابين برنح مجهول السبب. فقد يكشف الاستقصاء وجود سبب قابل للعكس لخلل الوظيفة المخيخية، مثل عوز الفيتامين E أو مرض ويلسون أو خلل وظيفة المخيخ بسبب الشذوذات الدرقية أو الأذيات المخيخية العائدة للسموم. إذا لم يُعثر على سبب مكتسب للرنح، أو إذا كانت القصة المرضية تشير لوجود مرض مخيخي وراثي، يستطب عندها إجراء الفحص الجيني النوعي. ومن الأمثلة على ذلك فحص الدم لكشف رنح فريدريخ أو أيٌّ من أنواع الرنح النخاعي المخيخي (SCAs) التي يمكن فحصها. يكون التشخيص النوعي مفيداً لإعطاء معلومات إنذارية للمريض وعائلته. ويقلل التشخيص المتماسك القلق عادةً، فمعظم المرضى يقولون أن شعورهم كان أفضل بعد أن عرفوا اسم رنحهم، حتى في حال عدم اكتشاف علاج نوعي له بعد. إن كانت نتيجة الفحوص سلبية، فقد يكون مريض الرنح مصاباً بالشكل المخيخي من الضمور الجهازي المتعدد (a.k.a. MSA) أو التنكس المخيخي مجهول السبب أو بنوع جديد من الرنح لا يتوافر له اختبار نوعي بعد.
إن لم يكن هناك دليلٌ على أنّ الرنح وراثي، فيجب البحث عن ورم قد يكون مسؤولاً عن التنكّس المخيخي غير المباشر (أو المرافقة للسرطان paraneoplastic). تشتمل الاستقصاءات عند مريض مصاب برنح غير مفسر عادةً على التصوير المقطعي المحوسب CTs للصدر والبطن والحوض إضافةً لفحص الدم بحثاً عن الأضداد المرافقة للسرطان paraneoplastic antibodies. وفي حال اكتشاف ورم، تتوجه المعالجة صوب الورم الأولي، فالمعالجة الناجحة لورم كهذا قد تحسن أو تؤخر ترقي التنكس المخيخي المرافق للسرطان، إلا أنّ هذا لا يحدث دائماً.

## العلاج والمداواة
لا يوجد دواء محدد لعلاج الرنح، في بعض الحالات يتم علاج سبب الرنح فيختفي العرض، وفي حالات أخرى، مثل: تلك الناتجة عن الإصابة بالحماق (جدري الماء) أو الأخماج الفيروسية الأخرى، يختفى العرض تلقائياً مع الوقت، قد يوصي الطبيب بأجهزة تأقلمية أو بعلاجات مساعدة للتعامل مع الرنح.

### الأجهزة التأقلمية

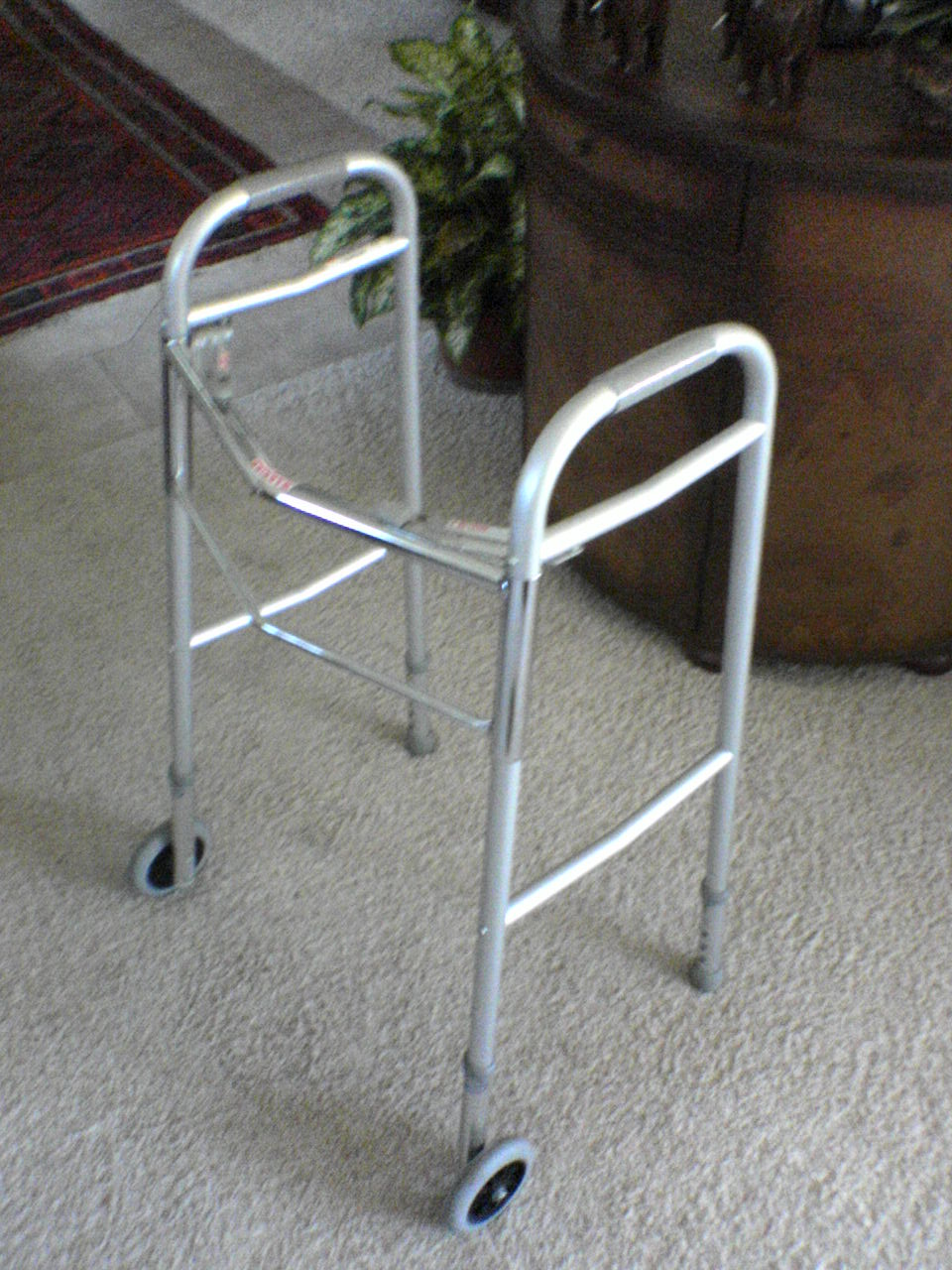
مشاية

لا يوجد علاج للرنج الناتج عن حالات التصلب المتعدد أو الشلل الدماغي وفي هذه الحالة قد يوصي الطبيب المريض بأجهزة تأقلمية والتي تتضمن :
- العكازات أو الأدوات المساعدة على المشي،
- أواني الطعام المعدلة للمساعدة على تناول الطعام،
- أجهزة الاتصال للمساعدة على التواصل مع الأخرين.

### العلاجات
قد يستفيد المريض من بعض العلاجات مثل:
- العلاج الجسدي: الذي يساعد على بناء القوة وتعزيز الحركة،
- العلاج الوظيفي: الذي يساعد على أداء المهام اليومية مثل الاعتماد على النفس عند تناول الطعام،
- العلاج المُقوّم للنطق: الذي يساعد على تحسين النطق والبلع.

## استخدامات أخرى
مصطلح «رنح» يستخدم أحيانا بمعنى أوسع للإشارة إلى عدم وجود تنسيق في بعض العمليات الفسيولوجية. ومن الأمثلة على ذلك رنح البصري (عدم وجود تنسيق بين المدخلات البصرية وحركات اليد، مما أدى إلى عدم القدرة على الوصول إليها، وانتزاع الاجسام) والتنفس رنحي (غياب التنسيق في الحركات التنفسية، عادة بسبب خلل في مراكز التنفس في النخاع المستطيل). قد يكون سبب رنح البصرية بآفات إلى القشرة الجدارية الخلفية، وهي المسؤولة عن الجمع بين والتعبير عن المعلومات الموضعية وربطها بالحركة. تشمل نواتج الجدارية القشرة الخلفية الحبل الشوكي، والمسارات الحركية لجذع الدماغ، ما قبل الحركية والقشرة قبل الجبهية، العقد القاعدية والمخيخ. وبعض الخلايا العصبية في القشرة الجدارية الخلفية يتم تنظيمها من قبل الاعراض. الرنح البصري عادة ما يكون جزءا من متلازمة بالينت، ولكن يمكن أن ينظر إليه بمعزل مع إصابات في فصيص الجداري متفوقة، لأنها تمثل انفصال بين القشرة البصرية جمعية والأمامية أمام الحركية والقشرة الحركية.